# توماس مک‌کری
توماس مک‌کِرِی (انگلیسی: Thomas McCrae؛ ‏ ۱۶ دسامبر ۱۸۷۰ – ۳۰ ژوئن ۱۹۳۵) پزشک کانادایی و استاد دانشگاه توماس جفرسون بود. او پزشکی را در دانشگاه تورنتو آموخت و بعدها از شاگردان و همکاران ویلیام آسلر شد. وی همچنین برادر نویسنده و شاعر کانادایی جان مک‌کری مؤلف شعر معروف «در دشت‌های فلاندرز» است. در آموزش پزشکی یکی از نقل قول‌های او معروف است که می‌گفت «خوب مشاهده نکردن، بیشتر از "ندانستن" اسباب اشتباه در تشخیص یا خطای پزشکی است.» وی عضو انجمن فیلسوفان آمریکا هم بود. او بود که نخستین بار میله‌های آئور را در بیمارستان جانز هاپکینز کشف و توصیف نمود.